# Рудолф Грамлих
Рудолф Грамлих (Франкфурт на Мајни, Немачка, 6. јун 1908 - 14. март 1988) био је немачки фудбалер који је играо за Немачку репрезентацију.

## Биографија
Грамлих је своју фудбалску каријеру започео у клубу ФК Борусија Франкфурт. Недуго потом се преселио у Саксонију да би се усавршио у свом послу трговца кожом и придружује се ФК Sportfreunde Фрајберг. У Франкфурт се враћа 1929. у Франкфурт и постаје доживотни члан ФК Ајнтрахт Франкфурт, једног од водећих њемачких клубова у то вријеме.
Предсједник овог клуба био је у периоду од 1939. до 1942. године. Као официр СС и припадник СС пјешадијске регименте 8 био је на дужности у окупираном Кракову, гдје је био на челу фудбалског одељења ове јединице. Ухапшен је 1945. од стране америчке војске под сумњом да је починио ратне злочине. Ослобођен је 1947. када је случај против њега одбачен на основу свједочења његових пријатеља из СС. У периоду између 1955. и 1970. поново је био предсједник ФК Ајнтрахт Франкфурт. ФК Ајнтрахт је 1959. освојио своје једино првенство Њемачке, а наредне године стигао до финала Купа европских шампиона. Након што је откривено да је активно учествовао у Нацистичкој странци и СС-у, 2020. му је одузета титула почасног предсједника ФК Ајнтрахта из Франкфурта.
Одликован је Орденом за заслуге Савезне Републике Немачке.

## Репрезентација
За  репрезентацију Немачке је наступао од 1931. - 1936 и одиграо 22 утакмице.  Највећи репрезентативни успјех му је освајање трећег мјеста на Свјетском првенству у фудбалу 1934. у Италији. Био је капитен њемачког тима на Олимијским играма 1936. у Берлину.